# Route nationale 685 (Italie)
Pour les articles homonymes, voir Route nationale 685 (homonymie).
La route nationale 685 delle Tre Valli Umbre (SS 685), anciennement nuova strada ANAS 27 delle Tre Valli Umbre (NSA 27) et nuova strada ANAS 27 bis delle Tre Valli Umbre (NSA 27 bis), est une route nationale qui traverse les régions de l'Ombrie et des Marches.

## Parcours

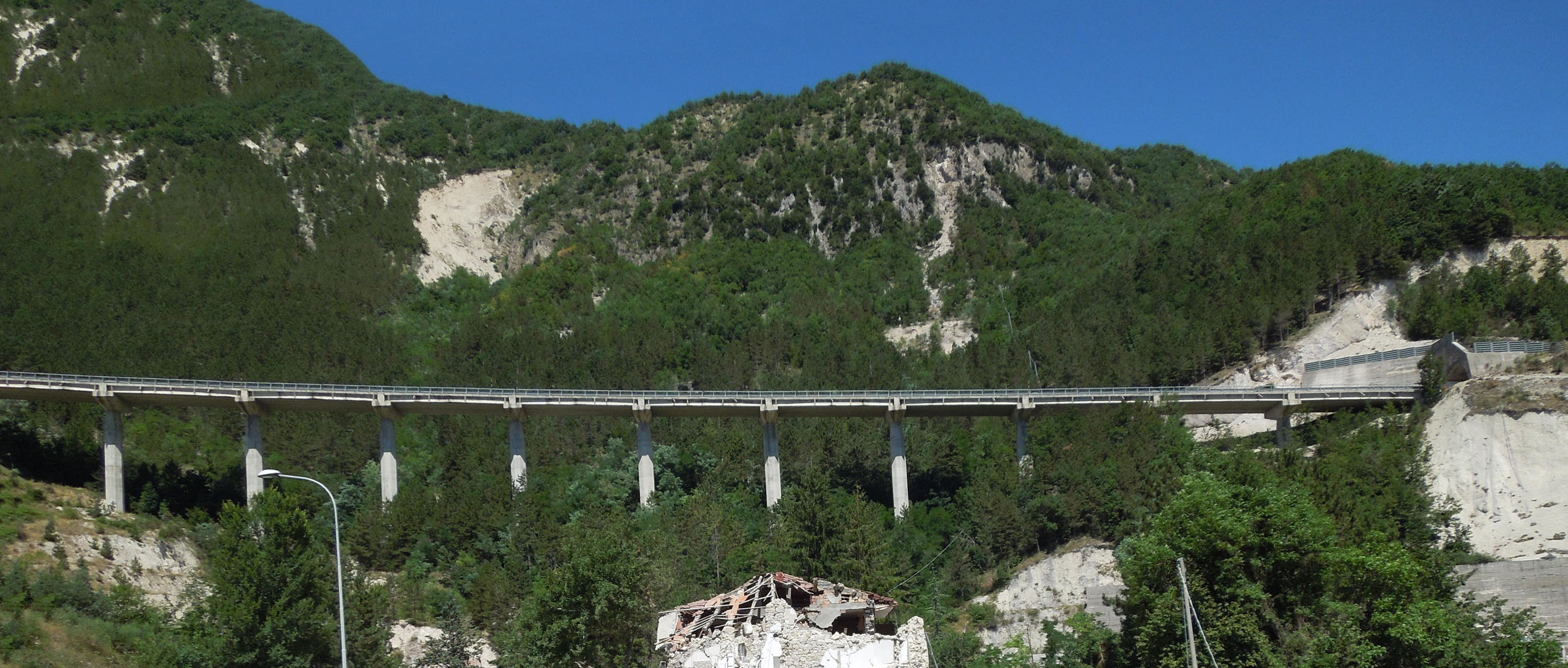
L'un des viaducs de la SS 685 qui surplombe Pescara del Tronto.